# Назайкино
Назайкино — село в Тереньгульском районе Ульяновской области в составе Теренгульского городского поселения.

## География
Находится на речках Мостовка и Чечера на расстоянии примерно 11 километров по прямой на северо-запад от районного центра поселка Тереньга.

## История
Село было основано человеком по имени Назай, в честь него поселение и получило своё название.  
Храм деревянный, тёплый, пожертвован прихожанами с. Ключищ (ныне с. Большие Ключищи). В 1879 г. перестроен прихожанами и обнесён деревянной оградой. Престол в нём — во имя Архистратига Божьего Михаила. Близ села, на Ильинском Ключе, имелась деревянная часовня, куда 20 июля совершается крестный ход.  
В 1913 году в селе было 522 двора, 3144 жителя, церковь, картофелетёрочный завод Панкратова. 
В поздний советский период работал совхоз «Советский». 

## Население
Население составляло: на 1900 г. —  в 270 дворах жило: 1079 м. и 1137 ж.; сверх того раскольников австрийского толка в 3 дворах — 13 м. и 22 ж.;  209 человек (87% русские) в 2002 году, 139 по переписи 2010 года.